# Eugène Rigault
Pour l’article ayant un titre homophone, voir Eugène Rigaut.
Eugène Rigault, né le 26 février 1841 à Paris et mort le 5 octobre 1892 à Avon, est un architecte français.

## Biographie
Napoléon Eugène Rigault naît le 26 février 1841 à Paris. Second prix de Rome, il devient architecte du gouvernement. Il installe de nouveaux services télégraphiques au ministère des PTT et est l’architecte de l’école supérieure de pharmacie de Paris à son décès,. Il décède le 5 octobre 1892, soit à l’âge de 51 ans, à Avon (Seine-et-Marne) (près de Fontainebleau) où il a habité au no 17 de l’avenue du Chemin-de-Fer.

## Critiques
L'hebdomadaire bellifontain L'Abeille de Fontainebleau le décrit comme étant « un réel artiste et d’un caractère loyal et modeste ».

## Distinctions
- Chevalier de la Légion d'honneur (en 1892)[5]